# Barro Colorado-sziget
A Barro Colorado-sziget (spanyol nevének jelentése: vörös iszap; ezt talajának vöröses színéről kapta) a Panama-csatorna nyomvonalán felduzzasztott Gatún-tó legnagyobb szigete. Élővilágát évente több százan kutatják, a tudósok számára egy jól felszerelt, klimatizált laboratóriumokkal rendelkező kutatóközpontban kényelmes szálláshelyek állnak rendelkezésre napi háromszori meleg étkezéssel.

## Története
A sziget akkor jött létre, amikor az 1910-es évek elején felduzzasztották a Chagres folyó vizét, létrehozva a Gatún-tavat. 1923-ban tudósok egy csoportjának kezdeményezésére biológiai rezervátummá nyilvánították, és 17 000 dollár magánadományból 1924 márciusában kutatóállomást nyitottak rajta. Ez lett az amerikai földrész első trópusiesőerdő-rezervátuma. 1946-ban az amerikai Smithsonian Intézet kezelésébe adták, 1979-ben pedig a Torrijos–Carter-szerződések alapján Panamához került területet néhány közeli szárazföldi résszel kibővítve „Természeti Emlékké” nyilvánították. 1980-ban jelölték ki az első nagy méretű (50 hektáros) parcellát, amelyen az őserdő hosszú távú ökológiai folyamatait vizsgálják. 2006-ban az amerikaiak földrengésmérőt telepítettek a szigetre. A kutatóállomást továbbra is a Smithsonian Intézet igazgatja.

## Földrajz és élővilág
A Panama-csatorna nyomvonalán fekvő, 1564 hektár területű sziget egy 171 méter magas dombból jött létre a tó felduzzasztásakor. A víziút a közigazgatásilag Nyugat-Panama tartomány részét képező, igen tagolt partvonalú sziget északi és keleti partjai mentén halad el.
A sziget élővilága igen gazdag: mintegy 500 fafaj él itt, valamint többek között 400-féle madár, 500-féle lepke, bőgőmajmok, tukánok és agutik. Figyelemre méltóak a hangyakolóniák is.

## Turizmus
A sziget turisták számára csak a Smithsonian Intézet előzetes endegélyével látogatható. Panamavárosban lehet fordulni olyan ügyintézőkhöz, akiknek segítségével engedély szerezhető, és akik segítenek az út megszervezésében. A sziget a fővárosról 38 km-re fekvő Gamboa településről közelíthető meg egy 30 perces csónakos utazással. Az 1986-ban kialakított ösvényeken a látogató megismerheti a trópusi esőerdők élővilágát. A fő ösvény, amely érinti az úgynevezett Óriásfát és 53 fontos pontot, körülbelül 45 perc alatt járható be, de a sziget látogatása egész napos program szokott lenni.